# Kunzeana acaciae
Kunzeana acaciae är en insektsart som beskrevs av Ruppel och Delong 1951. Kunzeana acaciae ingår i släktet Kunzeana och familjen dvärgstritar. Inga underarter finns listade i Catalogue of Life.